# Loxodromie

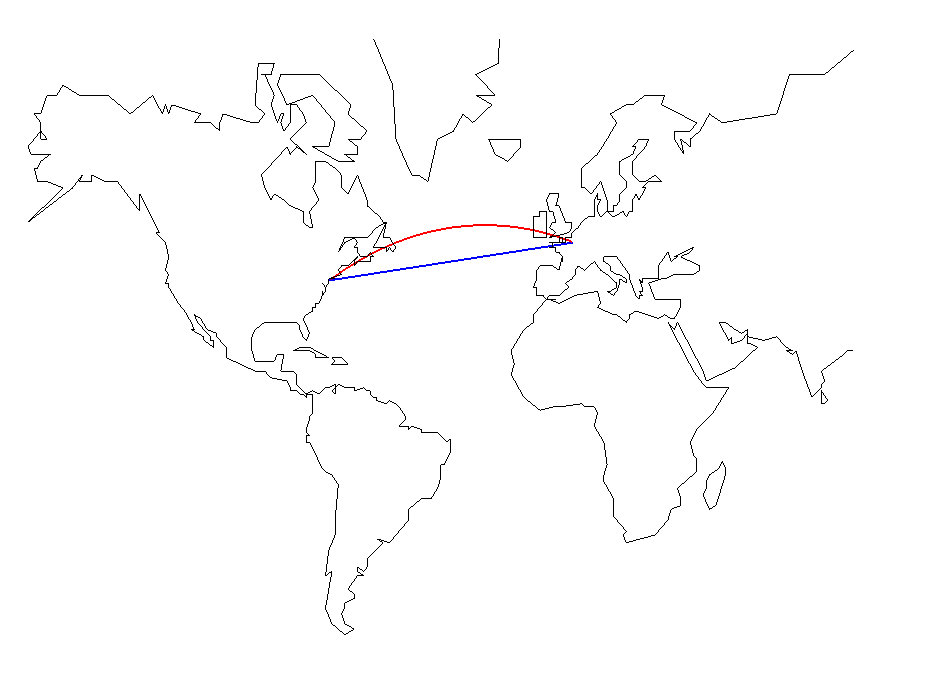
Comparaison entre les trajectoires loxodromique (bleue) et orthodromique (rouge) entre Paris et New York, sur une carte en projection de Mercator.

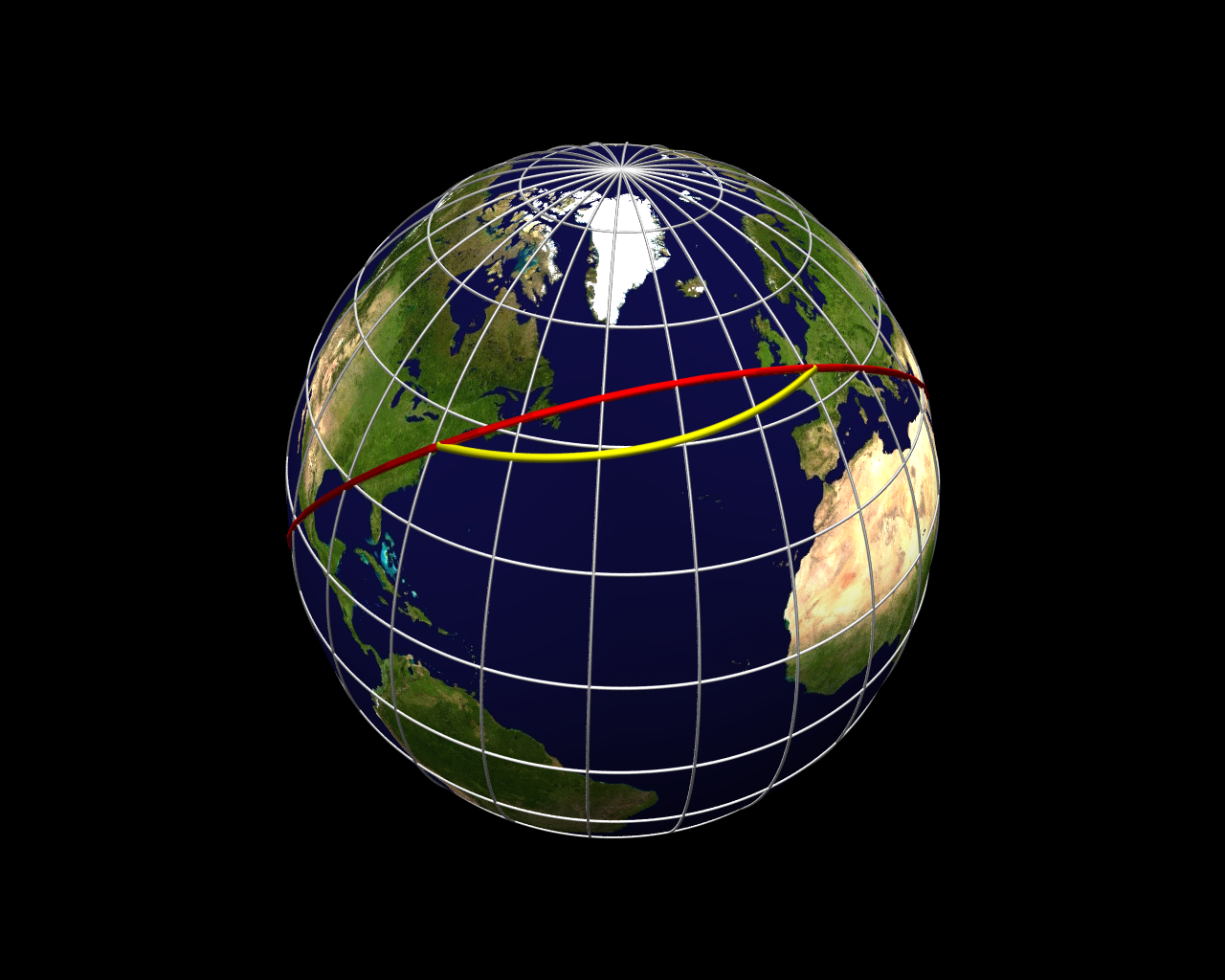
Comparaison entre les trajectoires loxodromique (jaune) et orthodromique (rouge) entre Paris et New York, sur la sphère terrestre.

Une loxodromie (du grec lox(o)- et -dromie course (δρόμος) oblique (λοξός), en anglais rhumb line), est une courbe qui coupe les méridiens d'une sphère sous un angle constant. C'est la trajectoire suivie par un navire qui suit un cap constant. 
Une route loxodromique est représentée sur une carte marine ou aéronautique en projection de Mercator par une ligne droite, mais elle ne représente pas la distance la plus courte entre deux points. En effet, la route la plus courte, appelée route orthodromique ou orthodromie, est un arc de grand cercle de la sphère.
La loxodromie est une trajectoire à route vraie constante. Elle doit son nom au géomètre portugais Pedro Nunes, le premier à la distinguer d'un cercle (ca. 1537).

Loxodromie : l'angle est la route vraie.

## Navigation loxodromique
Le problème posé est celui de la détermination de la route et de la distance loxodromique entre deux points. Il s'agit donc du problème inverse de la navigation à l'estime.
Par la suite, on note
- {\displaystyle R_{v}} la route vraie (terme utilisé en aéronautique, appelée route fond, {\displaystyle R_{f}\,}, dans le domaine maritime) ;
- {\displaystyle M\,} la distance parcourue à la route {\displaystyle R_{v}} ;
- {\displaystyle \varphi _{A},G_{A}\,} et {\displaystyle \varphi _{B},G_{B}\,} les coordonnées géographiques (latitude, longitude) des points A et B ;
- {\displaystyle \varphi _{m}={\frac {\varphi _{A}+\varphi _{B}}{2}}\,} la latitude moyenne ;

Les unités, si nécessaires, seront indiquées en exposant entre crochets : {\displaystyle ^{[nq]}} pour nautique,{\displaystyle ^{[rad]}} pour le radian, {\displaystyle ^{[,]}} pour la minute d'arc.
La valeur de la distance en fonction de la route vraie s'exprime par l'égalité
{\displaystyle M^{[nq]}={\frac {\varphi _{B}\,^{[,]}-\varphi _{A}\,^{[,]}}{\cos R_{v}}}\,}
Pour l'évaluation de la route vraie, on peut utiliser une valeur approchée ou une valeur exacte.
- Si les deux points A et B sont peu éloignés, on peut se contenter de la formule approchée  utilisant la latitude moyenne

{\displaystyle \tan R_{v}={\frac {G_{B}-G_{A}}{\varphi _{B}-\varphi _{A}}}\cos \varphi _{m}\,}
cette formule est issue de la confusion entre les distances sur la sphère et les distances sur la carte. Elle s'applique pour des points à distance réduite (inférieure à 300 milles marins) et à des latitudes éloignées des pôles (latitudes inférieures à 60°).
- Formule exacte (latitudes croissantes de la projection de Mercator) :

{\displaystyle \tan R_{v}={\frac {G_{B}-G_{A}}{\lambda _{B}-\lambda _{A}}}\,}
{\displaystyle \lambda \,} est appelée la latitude croissante et vaut, en radians :
{\displaystyle \lambda =\ln \tan \left({\frac {\pi }{4}}+{\frac {\varphi ^{[rad]}}{2}}\right)\,} qui est la fonction de Gudermann inverse.
Les formules ne sont pas adaptées pour les {\displaystyle R_{v}} proches de 90° et 270° puisqu'elles conduiraient à une division par un nombre proche de zéro. Dans ces cas, il est prévu dans les calculs nautiques d'utiliser le sinus pour calculer la distance. Dès que la route fond par quart {\displaystyle Rf_{q}} est supérieure à  89°, on utilise la formule approchée suivante :
{\displaystyle M^{[nq]}={\frac {\left|G_{B}\,^{[,]}-G_{A}\,^{[,]}\right|\cos \varphi _{m}}{\sin Rf_{q}}}}

Loxodromie pôle à pôle
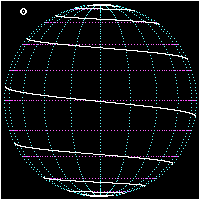
Loxodromie vue de l'équateur.
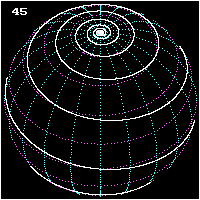
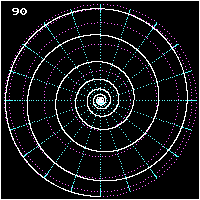
Loxodromie vue du pôle nord.

## Étude mathématique
Sur le globe terrestre, les loxodromies correspondent (lorsqu'elles ne sont pas « dégénérées », c'est-à-dire lorsque l'angle initial donné n'est pas nul) à des spirales s'enroulant autour du pôle (le pôle Nord si l'angle initial est dans {\displaystyle ]0,\pi [} et le déplacement se fait dans le sens des latitudes croissantes). Au voisinage du pôle, ces spirales sont approximativement planes, de tangente formant un angle fixe avec le rayon vecteur, ce qui est une propriété caractéristique d'une spirale logarithmique.
Plus précisément, on veut déterminer une équation de la loxodromie et calculer la longueur L parcourue depuis l'équateur jusqu'au pôle en fonction de la route vraie {\displaystyle R_{v}\in \,]0,\pi /2[} (c’est-à-dire l’angle entre la direction suivie et le nord géographique) ; la longitude étant notée {\displaystyle G} et la latitude {\displaystyle \varphi }, il s'agit donc de déterminer la fonction {\displaystyle G\mapsto \varphi (G)}. Le calcul donne finalement {\displaystyle \varphi (G)=2\arctan(\exp({G \over \tan(R_{v})}))-\pi /2} et {\displaystyle L={\pi  \over 2\,\cos(R_{v})}}.